# Ligne d'Arras à Saint-Pol-sur-Ternoise

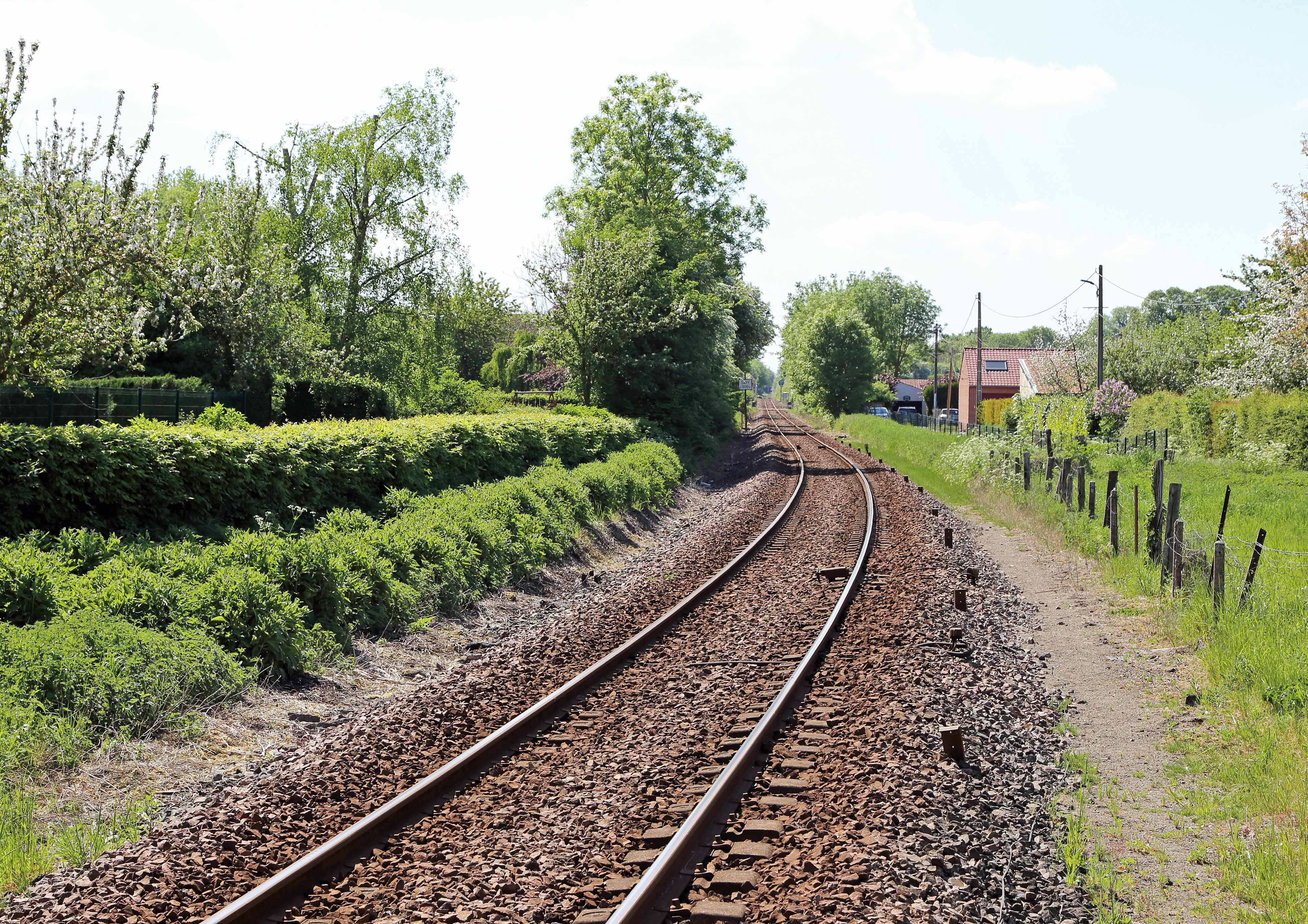
La ligne n° 307 000 à Savy-Berlette (Pas-de-Calais)

La ligne d'Arras à Saint-Pol-sur-Ternoise est une ligne ferroviaire française à écartement standard, non électrifiée et à voie unique banalisée, reliant la gare d'Arras à celle de Saint-Pol-sur-Ternoise.
Elle constitue la ligne no 307 000 du réseau ferré national.
Certains des trains relient directement Arras à Étaples - Le Touquet.

## Historique
Un décret impérial du 25 juin 1864 déclare d'utilité publique et prescrit la mise en adjudication d'une ligne d'Arras à Étaples avec embranchement sur Béthune.
La ligne est concédée à la Compagnie des chemins de fer du Nord au titre de l'intérêt général toujours dans le cadre d'un itinéraire « d'Arras à Étaples » par une convention signée entre le ministre des Travaux publics et la compagnie le 22 mai 1869. Cette convention est approuvée par un décret impérial à la même date.
Elle est mise en service en 1875 par la compagnie des chemins de fer du Nord.

## Caractéristiques

### Vitesses limites
Vitesses limites de la ligne en 2012 pour les autorails et AGC en sens impair (certaines catégories de trains, comme les trains de marchandises, possèdent des limites plus faibles) :
| De         | À                      | Limite |
| ---------- | ---------------------- | ------ |
| Arras      | Marœuil BV             | 100    |
| Marœuil BV | PK 217,2               | 110    |
| PK 217,2   | PK 226,2               | 140    |
| PK 226,2   | Saint-Pol-sur-Ternoise | 110    |